# McLaren MP4/3
McLaren MP4/3 — гоночный автомобиль Формулы-1, разработанный под руководством конструктора Стива Николза для команды McLaren и принимавший участие в Чемпионате мира Формулы-1 1987 года.

## История
Аэродинамика MP4/3 полностью отличалась от MP4/2, и в первую очередь, обращала на себя внимание более низкая посадка — для того, чтобы максимально эффективно использовать новые нормы запаса топлива (195 л вместо 220 в 1984—1985 годах). С добавлением разнесённых по бокам радиаторов, внешняя форма болида выглядела совершенно новой и более «приглаженной» нежели  у предшественника. Тем не менее, геометрия подвески и коробка передач остались идентичной с MP4/2. Двигатель — 1,5-литровый TAG-Porsche с двойным турбонаддувом, с небольшими изменениями в системе компрессии и баланса двигателя.
В 1987 году было одержано 3 победы — Ален Прост выиграл в Бразилии, Бельгии и Португалии. Несколько раз приезжал на подиум и Стефан Йоханссон (место которого в 1988 занял Айртон Сенна). McLaren вновь пришлось довольствоваться вторым местом в Кубке Конструкторов с 76 очками. MP4/3 стал последним плодом сотрудничества McLaren с мотористами TAG-Porsche.

## Результаты в гонках
| Год  | Шасси         | Двигатель               | Шины | Пилоты   | 1 | 2    | 3   | 4    | 5   | 6   | 7    | 8   | 9    | 10  | 11  | 12  | 13  | 14   | 15  | 16   | Место | Очки |    |
| ---- | ------------- | ----------------------- | ---- | -------- | - | ---- | --- | ---- | --- | --- | ---- | --- | ---- | --- | --- | --- | --- | ---- | --- | ---- | ----- | ---- | -- |
| 1987 | McLaren MP4-3 | TAG Porsche TTE PO1 V6T | G    |          |   | БРА  | САН | БЕЛ  | МОН | ДЕТ | ФРА  | ВЕЛ | ГЕР  | ВЕН | АВТ | ИТА | ПОР | ИСП  | МЕК | ЯПО  | АВС   | 2    | 76 |
| 1987 | McLaren MP4-3 | TAG Porsche TTE PO1 V6T | G    | Прост    | 1 | Сход | 1   | 9    | 3   | 3   | Сход | 7   | 3    | 6   | 15  | 1   | 2   | Сход | 7   | Сход |       | 2    | 76 |
| 1987 | McLaren MP4-3 | TAG Porsche TTE PO1 V6T | G    | Юханссон | 3 | 4    | 2   | Сход | 7   | 8   | Сход | 2   | Сход | 7   | 6   | 5   | 3   | Сход | 3   | Сход |       | 2    | 76 |

| Легенда к таблице |                                                                    |
| --- | ------------------------------------------------------------------ |
| В таблице перечислены результаты всех Гран-при Формулы-1, в которых использовался автомобиль. Строками таблицы являются сезоны, столбцами — этапы чемпионата мира. В каждой клетке указаны сокращённое название этапа и результат, дополнительно обозначенный цветом. Расшифровка обозначений и цветов представлена в нижеследующей таблице. |                                                                    |
| \| Пример \| Описание \| \| ------------ \| ------------------------------------------------------------------ \| \| 1 \| Победитель \| \| 2 \| Второе место \| \| 3 \| Третье место \| \| 5 \| Финишировал, заработав очки \| \| Сход \| Не финишировал, но при этом заработал очки \| \| 12 \| Финишировал, не получив очков \| \| НКЛ \| Финишировал, но не попал в финальную классификацию \| \| 15 \| Участвовал вне зачёта, либо по отдельной классификации \| \| 18 \| Не финишировал, но попал в финальную классификацию \| \| Сход \| Не финишировал \| \| НКВ \| Не прошёл квалификацию \| \| НПКВ \| Не прошёл предквалификацию \| \| ДСК \| Дисквалифицирован \| \| ИСК \| Исключён из протокола соревнований \| \| ТТ \| Заявлен для участия только в тренировках \| \| НС \| Участвовал в квалификации, но не стартовал в гонке \| \| Т \| Травмирован или болен \| \| ОТК \| Отказ от участия \| \| НТР \| Прибыл на соревнования, но на трассу не выезжал \| \| НПР \| Был заявлен в числе участников, но не прибыл к началу соревнований \| \| О \| Соревнования отменены \| \| \| Не участвовал \| \| Поул-позиция \| \| \| Быстрый круг \| \| |                                                                    |
| Пример | Описание                                                           |
| 1 | Победитель                                                         |
| 2 | Второе место                                                       |
| 3 | Третье место                                                       |
| 5 | Финишировал, заработав очки                                        |
| Сход | Не финишировал, но при этом заработал очки                         |
| 12 | Финишировал, не получив очков                                      |
| НКЛ | Финишировал, но не попал в финальную классификацию                 |
| 15 | Участвовал вне зачёта, либо по отдельной классификации             |
| 18 | Не финишировал, но попал в финальную классификацию                 |
| Сход | Не финишировал                                                     |
| НКВ | Не прошёл квалификацию                                             |
| НПКВ | Не прошёл предквалификацию                                         |
| ДСК | Дисквалифицирован                                                  |
| ИСК | Исключён из протокола соревнований                                 |
| ТТ | Заявлен для участия только в тренировках                           |
| НС | Участвовал в квалификации, но не стартовал в гонке                 |
| Т | Травмирован или болен                                              |
| ОТК | Отказ от участия                                                   |
| НТР | Прибыл на соревнования, но на трассу не выезжал                    |
| НПР | Был заявлен в числе участников, но не прибыл к началу соревнований |
| О | Соревнования отменены                                              |
| | Не участвовал                                                      |
| Поул-позиция |                                                                    |
| Быстрый круг |                                                                    |